# Guo Shanshan
Guo Shanshan (chinesisch 郭姗杉, Pinyin Guō Shānshān; * 9. August 1996 in Wuhan) ist eine ehemalige chinesische Tennisspielerin.

## Karriere
Guo spielte hauptsächlich Turniere auf der ITF Women’s World Tennis Tour, wo sie einen Titel im Einzel und zwei im Doppel gewinnen konnte.

## Turniersiege

### Einzel
| Nr. | Datum        | Turnier | Kategorie   | Belag | Finalgegnerin | Ergebnis |
| --- | ------------ | ------- | ----------- | ----- | ------------- | -------- |
| 1.  | 2. Juli 2017 | Anning  | ITF $15.000 | Sand  | Eudice Chong  | 6:4, 6:4 |

### Doppel
| Nr. | Datum            | Turnier | Kategorie   | Belag     | Partnerin   | Finalgegnerinnen          | Ergebnis |
| --- | ---------------- | ------- | ----------- | --------- | ----------- | ------------------------- | -------- |
| 1.  | 17. Februar 2017 | Nanjing | ITF $15.000 | Hartplatz | Jiang Xinyu | Nudnida Luangnam Ye Qiuyu | 7:5, 7:5 |
| 2.  | 24. Juni 2017    | Anning  | ITF $15.000 | Sand      | Sun Xuliu   | Du Zhima Ni Ma Zhuoma     | 6:3, 6:3 |